# Arctic Race of Norway
La Arctic Race of Norway è una corsa a tappe maschile di ciclismo su strada che si svolge in Norvegia nel mese di agosto. È inserita nel calendario dell'UCI ProSeries come prova di classe 2.Pro., è organizzata da Amaury Sport Organisation.
È considerata la corsa ciclistica più a nord del panorama internazionale, in quanto si svolge interamente a nord del Circolo polare artico.

## Storia
La prima edizione della Arctic Race of Norway si è svolta dall'8 all'11 agosto 2013 su percorso di 705,50 chilometri,  suddivisi in quattro tappe, al di sopra del Circolo polare artico. Il vincitore è stato il norvegese Thor Hushovd su Kenny van Hummel.
La seconda edizione è partita l'11 agosto 2014 da Hammerfest per concludersi il 17 agosto, dopo quattro tappe e 708 chilometri, a Tromsø. L'olandese Steven Kruijswijk si è aggiudicato la classifica finale, davanti ai due norvegesi Alexander Kristoff e Lars Petter Nordhaug.

## Le maglie
Vengono stilate quattro classifiche individuali e una classifica a tempo per le squadre, e i relativi leader indossano una maglia distintiva:
- Maglia del sole di mezzanotte, simbolo del leader della classifica generale.
- Maglia azzurra, simbolo del leader della classifica a punti.
- Maglia "pavone", simbolo del leader della classifica scalatori.
- Maglia bianca e rossa, simbolo del leader della classifica dei giovani.
- Maglia "vichingo", simbolo del miglior compagno di squadra per ogni tappa.
- Dorsale giallo, indossato dai ciclisti appartenenti ai team leader nella classifica a squadre.
- Dorsale rosso, simbolo del leader della classifica combattività.

### Maglie non più in uso
In passato, sono anche state utilizzate altre maglie, ovvero:
- Maglia blu e gialla, simbolo del leader della classifica generale (dal 2016 al 2018).
- Maglia blu, simbolo del leader della classifica generale (dal 2013 al 2015).
- Maglia verde, simbolo del leader della classifica a punti (dal 2013 al 2021).
- Maglia salmone, simbolo del leader della classifica scalatori (dal 2016 al 2021).
- Maglia rossa, simbolo del leader della classifica scalatori (dal 2013 al 2015).
- Maglia bianca, simbolo del leader della classifica dei giovani (dal 2013 al 2021).

## Albo d'oro
Aggiornato all'edizione 2025.
| Anno | Vincitore                             | Secondo                               | Terzo                                 |
| ---- | ------------------------------------- | ------------------------------------- | ------------------------------------- |
| 2013 | Thor Hushovd                          | Kenny van Hummel                      | Nikias Arndt                          |
| 2014 | Steven Kruijswijk                     | Alexander Kristoff                    | Lars Petter Nordhaug                  |
| 2015 | Rein Taaramäe                         | Silvan Dillier                        | Il'nur Zakarin                        |
| 2016 | Gianni Moscon                         | Stef Clement                          | Oscar Gatto                           |
| 2017 | Dylan Teuns                           | August Jensen                         | Michel Kreder                         |
| 2018 | Sergej Černeckij                      | Markus Hoelgaard                      | Colin Joyce                           |
| 2019 | Aleksej Lucenko                       | Warren Barguil                        | Krists Neilands                       |
| 2020 | annullata per la Pandemia di COVID-19 | annullata per la Pandemia di COVID-19 | annullata per la Pandemia di COVID-19 |
| 2021 | Ben Hermans                           | Odd Christian Eiking                  | Victor Lafay                          |
| 2022 | Andreas Leknessund                    | Hugo Houle                            | Nicola Conci                          |
| 2023 | Stephen Williams                      | Christian Scaroni                     | Kevin Vermaerke                       |
| 2024 | Magnus Cort Nielsen                   | Clément Champoussin                   | Kevin Vermaerke                       |
| 2025 | Corbin Strong                         | Thomas Pidcock                        | Christian Scaroni                     |

### Altre classifiche
| Anno | Punti                                 | Scalatori                             | Giovani                               | Squadra                               |
| ---- | ------------------------------------- | ------------------------------------- | ------------------------------------- | ------------------------------------- |
| 2013 | Thor Hushovd                          | Lars Petter Nordhaug                  | Nikias Arndt                          | Crelan-Euphony                        |
| 2014 | Alexander Kristoff                    | August Jensen                         | Davide Villella                       | Belkin Pro Cycling Team               |
| 2015 | Alexander Kristoff                    | August Jensen                         | Silvan Dillier                        | BMC Racing Team                       |
| 2016 | John Degenkolb                        | Tom Van Asbroeck                      | Gianni Moscon                         | Team Sky                              |
| 2017 | Dylan Teuns                           | Bernhard Eisel                        | Dylan Teuns                           | Joker Icopal                          |
| 2018 | Mathieu van der Poel                  | Sindre Lunke                          | Markus Hoelgaard                      | BMC Racing Team                       |
| 2019 | Aleksej Lucenko                       | Odd Christian Eiking                  | Krists Neilands                       | Astana Pro Team                       |
| 2020 | annullata per la Pandemia di COVID-19 | annullata per la Pandemia di COVID-19 | annullata per la Pandemia di COVID-19 | annullata per la Pandemia di COVID-19 |
| 2021 | Alexander Kristoff                    | Fredrik Dversnes                      | Victor Lafay                          | Astana-Premier Tech                   |
| 2022 | Axel Zingle                           | Stephen Bassett                       | Andreas Leknessund                    | Alpecin-Deceuninck                    |
| 2023 | Clément Champoussin                   | Vincent Van Hemelen                   | Kevin Vermaerke                       | Israel-Premier Tech                   |
| 2024 | Magnus Cort Nielsen                   | Jelle Johannink                       | Kevin Vermaerke                       | Team Jayco AlUla                      |
| 2025 | Corbin Strong                         | Storm Ingebrigtsen                    | Corbin Strong                         | XDS Astana Team                       |